# Areado
Areado is een gemeente in de Braziliaanse deelstaat Minas Gerais. De gemeente telt 13.864 inwoners (schatting 2009).

## Aangrenzende gemeenten
De gemeente grenst aan Alfenas, Alterosa, Cabo Verde, Divisa Nova en Monte Belo.

## Verkeer en vervoer
De plaats ligt aan de wegen BR-491 en MG-184.

## Geboren in Areado
- Luís Morais, "Cabeção" (1930-1996), voetballer